# Часцы
Часцы́ — посёлок в Одинцовском городском округе Московской области России. Расположен на пятьдесят втором километре Можайского шоссе.

## История
Впервые упоминается в 1592 г. как деревня Тотариново Копытово в Чисцах. Название Чисцы происходит от чисть, чища — чистое, открытое место.
В феврале 2009 года к деревне Часцы был присоединён посёлок Петелинской птицефабрики, и деревня Часцы была преобразована в посёлок.
С 2005 до 2019 гг. посёлок был центром сельского поселения Часцовское, до 2019 года входил в Одинцовский район.

## Население
| 2002 | 2006  | 2010  | 2021  |
| ---- | ----- | ----- | ----- |
| 1499 | →1499 | ↗4251 | ↗6264 |

## Известные уроженцы
Бузылёв, Сергей Фавстович (1909—1979) — советский военачальник, генерал-майор авиации.